# VVV in het seizoen 1986/87
Dit artikel geeft een overzicht van VVV in het seizoen 1986/1987.

## Transfers

### Aangetrokken spelers
| Naam            | Nationaliteit | Vorige club   |
| --------------- | ------------- | ------------- |
| Zomer           |               |               |
| Frank Berghuis  | Nederland     | PSV (gehuurd) |
| Marc Korsten    | Nederland     | Eigen jeugd   |
| Eric de Krijger | Nederland     | Eigen jeugd   |
| Rik Laurs       | Nederland     | Eindhoven     |
| Jos Luhukay     | Nederland     | VOS           |
| Bert Verhagen   | Nederland     | PSV (gehuurd) |
| Najaar          |               |               |
| John Lammers    | Nederland     | RKC           |

### Vertrokken spelers
| Naam               | Nationaliteit | Nieuwe club                              |
| ------------------ | ------------- | ---------------------------------------- |
| Zomer              |               |                                          |
| Jos van Aerts      | Nederland     | Eindhoven (verhuurd)                     |
| Willy van de Beek  | Nederland     | SV Deurne                                |
| Ivo Dahlmans       | Nederland     | Wellense SK (was verhuurd aan Eindhoven) |
| Wim Jacobs         | Nederland     | SV Leunen                                |
| Guido Kopp         | Duitsland     | SV Baesweiler 09                         |
| Wim Moorman        | Nederland     | Helmond Sport                            |
| John Taihuttu      | Nederland     | VOS                                      |
| Mario Verlijsdonk  | Nederland     | Eindhoven (verhuurd)                     |
| John Versleeuwen   | Nederland     | Eindhoven (verhuurd)                     |
| Harrie Winkelmolen | Nederland     | RFC Roermond                             |
| Winter             |               |                                          |
| Peter Corbijn      | Nederland     | Eindhoven (was gehuurd van PSV)          |

## Oefenwedstrijden
| №  | Datum            | Thuis             | Uit            | Uitslag |
| -- | ---------------- | ----------------- | -------------- | ------- |
| 1  | 19 juli 1986     | SV Roggel         | VVV            | 0 – 10  |
| 2  | 20 juli 1986     | Volharding        | VVV            | 1 – 3   |
| 3  | 26 juli 1986     | SV Enter          | VVV            | 0 – 19  |
| 4  | 27 juli 1986     | SC Doesburg       | VVV            | 0 – 4   |
| 5  | 28 juli 1986     | Reünie            | VVV            | 1 – 10  |
| 6  | 29 juli 1986     | Vroomshoopse Boys | VVV            | 1 – 7   |
| 7  | 5 augustus 1986  | VVV               | RSC Anderlecht | 2 – 5   |
| 8  | 7 augustus 1986  | VVV               | SVV            | 1 – 0   |
| 9  | 8 augustus 1986  | Fortuna Sittard   | VVV            | 1 – 1   |
| 10 | 10 augustus 1986 | Roda JC           | VVV            | 4 – 0   |
| 11 | 12 augustus 1986 | RKSV Nuenen       | VVV            | 1 – 4   |
| 12 | 11 januari 1987  | Excelsior '18     | VVV            | 1 – 14  |
| 13 | 15 januari 1987  | Kawkab Marrakech  | VVV            | 1 – 2   |
| 14 | 20 januari 1987  | Raja Casablanca   | VVV            | 1 – 1   |
| 15 | 27 januari 1987  | RKC               | VVV            | 0 – 2   |
| 16 | 28 januari 1987  | FC Den Bosch      | VVV            | 1 – 0   |
| 17 | 1 februari 1987  | MVV               | VVV            | 1 – 0   |
| 18 | 8 februari 1987  | VVV               | PSV            | 0 – 1   |
| 19 | 19 mei 1987      | Groesbeekse Boys  | VVV            | 1 – 6   |

1. 1 2  DSM Limburg Cup.

## Eredivisie
| №            | Datum             | Thuis            | Uit              | Uitslag |
| ------------ | ----------------- | ---------------- | ---------------- | ------- |
| 1            | 16 augustus 1986  | VVV              | FC Den Bosch     | 0 – 0   |
| 2            | 24 augustus 1986  | Sparta Rotterdam | VVV              | 4 – 0   |
| 3            | 27 augustus 1986  | VVV              | PEC Zwolle       | 1 – 1   |
| 4            | 30 augustus 1986  | VVV              | FC Twente        | 1 – 1   |
| 5            | 3 september 1986  | Go Ahead Eagles  | VVV              | 1 – 1   |
| 6            | 6 september 1986  | SC Veendam       | VVV              | 1 – 1   |
| 7            | 20 september 1986 | VVV              | FC Groningen     | 4 – 2   |
| 8            | 24 september 1986 | PSV              | VVV              | 3 – 0   |
| 9            | 27 september 1986 | Fortuna Sittard  | VVV              | 0 – 0   |
| 10           | 4 oktober 1986    | VVV              | Roda JC          | 0 – 4   |
| 11           | 19 oktober 1986   | Ajax             | VVV              | 4 – 0   |
| 12           | 25 oktober 1986   | VVV              | Haarlem          | 3 – 1   |
| 13           | 29 oktober 1986   | AZ               | VVV              | 2 – 1   |
| 14           | 2 november 1986   | VVV              | FC Den Haag      | 1 – 2   |
| 15           | 9 november 1986   | FC Utrecht       | VVV              | 1 – 2   |
| 16           | 23 november 1986  | Excelsior        | VVV              | 1 – 2   |
| 17           | 28 november 1986  | VVV              | Feyenoord        | 3 – 0   |
| 18           | 7 december 1986   | VVV              | PSV              | 0 – 0   |
| 19           | 14 december 1986  | FC Den Bosch     | VVV              | 1 – 1   |
| 20           | 15 februari 1987  | VVV              | Ajax             | 3 – 0   |
| 21           | 28 februari 1987  | PEC Zwolle       | VVV              | 1 – 1   |
| 22           | 7 maart 1987      | VVV              | Go Ahead Eagles  | 1 – 0   |
| 23           | 21 maart 1987     | VVV              | SC Veendam       | 4 – 2   |
| 24           | 28 maart 1987     | VVV              | Sparta Rotterdam | 1 – 1   |
| 25           | 1 april 1987      | FC Twente        | VVV              | 0 – 0   |
| 26           | 5 april 1987      | FC Groningen     | VVV              | 0 – 0   |
| 27           | 11 april 1987     | VVV              | Fortuna Sittard  | 1 – 1   |
| 28           | 20 april 1987     | Roda JC          | VVV              | 1 – 1   |
| 29           | 2 mei 1987        | Haarlem          | VVV              | 2 – 0   |
| 30           | 9 mei 1987        | VVV              | AZ               | 2 – 2   |
| 31           | 12 mei 1987       | FC Den Haag      | VVV              | 1 – 1   |
| 32           | 24 mei 1987       | VVV              | FC Utrecht       | 3 – 2   |
| 33           | 31 mei 1987       | VVV              | Excelsior        | 6 – 2   |
| 34           | 3 juni 1987       | Feyenoord        | VVV              | 1 – 1   |
| Nacompetitie |                   |                  |                  |         |
| 1            | 10 juni 1987      | Roda JC          | VVV              | 1 – 1   |
| 2            | 14 juni 1987      | VVV              | FC Utrecht       | 2 – 2   |
| 3            | 17 juni 1987      | VVV              | FC Twente        | 0 – 1   |
| 4            | 21 juni 1987      | VVV              | Roda JC          | 1 – 3   |
| 5            | 24 juni 1987      | FC Utrecht       | VVV              | 3 – 0   |
| 6            | 28 juni 1987      | FC Twente        | VVV              | 1 – 2   |

## KNVB Beker
Eerste ronde:
| Zondag 12 oktober 1986, 14:30                                                | VC Vlissingen | 1-4 (1-1) | VVV                                                | Opstelling VC Vlissingen | Opstelling VVV |  |
| Stadion: Sportpark Irislaan, Vlissingen Toeschouwers: 4.200 Arbiter: Arnouts | Van Dam 27'   |           | 14' Ringels 59' Verbeek 78' Reijnierse 85' Verbeek | De Roover, Van Dam , Meerman, Cornelis, Houtepen, Spaans, Bouwman, Le Conté 80' ( Blanckaert), Kense 55' ( Van den Velde), Schenk, Aarden | Roox, Nijssen, Van Berge Henegouwen, Verhagen, Rutten, Ringels 85' ( Coort), Reijnierse, Valckx, Verbeek, Van Rosmalen , Berghuis |  |
| Stadion: Sportpark Irislaan, Vlissingen Toeschouwers: 4.200 Arbiter: Arnouts |               |           |                                                    | De Roover, Van Dam , Meerman, Cornelis, Houtepen, Spaans, Bouwman, Le Conté 80' ( Blanckaert), Kense 55' ( Van den Velde), Schenk, Aarden | Roox, Nijssen, Van Berge Henegouwen, Verhagen, Rutten, Ringels 85' ( Coort), Reijnierse, Valckx, Verbeek, Van Rosmalen , Berghuis |  |
| Stadion: Sportpark Irislaan, Vlissingen Toeschouwers: 4.200 Arbiter: Arnouts |               |           |                                                    | De Roover, Van Dam , Meerman, Cornelis, Houtepen, Spaans, Bouwman, Le Conté 80' ( Blanckaert), Kense 55' ( Van den Velde), Schenk, Aarden | Roox, Nijssen, Van Berge Henegouwen, Verhagen, Rutten, Ringels 85' ( Coort), Reijnierse, Valckx, Verbeek, Van Rosmalen , Berghuis |  |
| Bijz.: VVV plaatst zich voor de volgende bekerronde.                         |               |           |                                                    | | |  |

Tweede ronde:
| Zondag 16 november 1986, 14:00                                                  | Achilles '29 | 1-5 (0-2) | VVV                                                                   | Opstelling Achilles '29 | Opstelling VVV |  |
| Stadion: Sportpark De Heikant, Groesbeek Toeschouwers: 2.000 Arbiter: Van Vliet | De Veer 69'  |           | 6' Berghuis 44' Valckx 48' (pen.) Reijnierse 84' Lammers 90+1' Valckx | Arts, G. Derks, Hubers 46' ( Ten Westeneind), Jacobs, Schouten, F. Derks, Jochems, Langeveld, Van Lent, De Veer, Van der Werf | Roox, Nijssen, Van Berge Henegouwen, Verhagen, Rutten , Coort, Reijnierse, Valckx, Lammers, Van Rosmalen 64' ( Corbijn), Berghuis |  |
| Stadion: Sportpark De Heikant, Groesbeek Toeschouwers: 2.000 Arbiter: Van Vliet |              |           |                                                                       | Arts, G. Derks, Hubers 46' ( Ten Westeneind), Jacobs, Schouten, F. Derks, Jochems, Langeveld, Van Lent, De Veer, Van der Werf | Roox, Nijssen, Van Berge Henegouwen, Verhagen, Rutten , Coort, Reijnierse, Valckx, Lammers, Van Rosmalen 64' ( Corbijn), Berghuis |  |
| Stadion: Sportpark De Heikant, Groesbeek Toeschouwers: 2.000 Arbiter: Van Vliet |              |           |                                                                       | Arts, G. Derks, Hubers 46' ( Ten Westeneind), Jacobs, Schouten, F. Derks, Jochems, Langeveld, Van Lent, De Veer, Van der Werf | Roox, Nijssen, Van Berge Henegouwen, Verhagen, Rutten , Coort, Reijnierse, Valckx, Lammers, Van Rosmalen 64' ( Corbijn), Berghuis |  |
| Bijz.: Ringels geschorst. VVV plaatst zich voor de volgende bekerronde.         |              |           |                                                                       | | |  |

Achtste finale:
| Woensdag 11 maart 1987, 19:30                                            | VVV                  | 1-2 (1-2) | Fortuna Sittard                 | Opstelling VVV | Opstelling Fortuna Sittard |  |
| Stadion: Stadion De Koel, Venlo Toeschouwers: 7.000 Arbiter: Van Swieten | Reijnierse 7' (pen.) |           | 11' (pen.) Thijssen 29' Linford | Roox, Nijssen, Van Berge Henegouwen, Verhagen, Rutten, Ringels 46' ( Libregts), Reijnierse, Valckx, Lammers, Van Rosmalen 63' ( Luhukay), Verbeek | Körver, Maessen, Duut, Thijssen, Boessen , Mordang 87' ( Evers), Reijners 88' ( Koevermans), Janssen, Lens, Linford , Holverda |  |
| Stadion: Stadion De Koel, Venlo Toeschouwers: 7.000 Arbiter: Van Swieten |                      |           |                                 | Roox, Nijssen, Van Berge Henegouwen, Verhagen, Rutten, Ringels 46' ( Libregts), Reijnierse, Valckx, Lammers, Van Rosmalen 63' ( Luhukay), Verbeek | Körver, Maessen, Duut, Thijssen, Boessen , Mordang 87' ( Evers), Reijners 88' ( Koevermans), Janssen, Lens, Linford , Holverda |  |
| Stadion: Stadion De Koel, Venlo Toeschouwers: 7.000 Arbiter: Van Swieten |                      |           |                                 | Roox, Nijssen, Van Berge Henegouwen, Verhagen, Rutten, Ringels 46' ( Libregts), Reijnierse, Valckx, Lammers, Van Rosmalen 63' ( Luhukay), Verbeek | Körver, Maessen, Duut, Thijssen, Boessen , Mordang 87' ( Evers), Reijners 88' ( Koevermans), Janssen, Lens, Linford , Holverda |  |
| Bijz.: 300e officiële wedstrijd Nijssen namens VVV. VVV uitgeschakeld.   |                      |           |                                 | | |  |

## Statistieken
| №           | Naam                       | Geboren    | Competitie | Competitie | Nacompetitie | Nacompetitie | Beker | Beker |
| №           | Naam                       | Geboren    | Duels      | Goals      | Duels        | Goals        | Duels | Goals |
| Doel        | Doel                       | Doel       | Doel       | Doel       | Doel         | Doel         | Doel  | Doel  |
| ----------- | -------------------------- | ---------- | ---------- | ---------- | ------------ | ------------ | ----- | ----- |
|             | Rik Laurs                  | 02-11-1963 | 0          | 0          | 0            | 0            | 0     | 0     |
|             | John Roox                  | 28-02-1961 | 34         | 0          | 6            | 0            | 3     | 0     |
|             | Frank Valckx               | 25-01-1968 | 0          | 0          | 0            | 0            | 0     | 0     |
| Verdediging |                            |            |            |            |              |              |       |       |
|             | Edwin van Berge Henegouwen | 17-12-1961 | 34         | 0          | 6            | 0            | 3     | 0     |
|             | Chris Burhenne             | 05-06-1968 | 8          | 1          | 4            | 0            | 0     | 0     |
|             | Hans Coort                 | 15-09-1956 | 11         | 1          | 6            | 0            | 2     | 0     |
|             | Frans Nijssen              | 18-01-1959 | 33         | 1          | 5            | 1            | 3     | 0     |
|             | Jos Rutten                 | 11-11-1962 | 33         | 3          | 6            | 0            | 3     | 0     |
|             | Bert Verhagen              | 08-11-1966 | 33         | 0          | 2            | 0            | 3     | 0     |
| Middenveld  |                            |            |            |            |              |              |       |       |
|             | Marc Korsten               | 09-09-1968 | 0          | 0          | 1            | 0            | 0     | 0     |
|             | Raymond Libregts           | 25-12-1964 | 14         | 0          | 5            | 1            | 1     | 0     |
|             | Remy Reijnierse            | 18-06-1961 | 33         | 5          | 6            | 0            | 3     | 3     |
|             | Norbert Ringels            | 25-12-1964 | 32         | 1          | 3            | 0            | 2     | 1     |
|             | Ger van Rosmalen           | 12-03-1955 | 25         | 5          | 0            | 0            | 3     | 0     |
|             | Stan Valckx                | 20-10-1963 | 31         | 6          | 3            | 0            | 3     | 2     |
|             | John Versleeuwen           | 04-08-1963 | 0          | 0          | 0            | 0            | 0     | 0     |
| Aanval      |                            |            |            |            |              |              |       |       |
|             | Frank Berghuis             | 02-05-1967 | 27         | 5          | 6            | 0            | 2     | 1     |
|             | Peter Corbijn              | 15-12-1964 | 9          | 0          | 0            | 0            | 1     | 0     |
|             | Robert Janssen             | 23-05-1957 | 7          | 1          | 3            | 0            | 0     | 0     |
|             | Eric de Krijger            | 22-12-1966 | 0          | 0          | 2            | 0            | 0     | 0     |
|             | John Lammers               | 11-12-1963 | 20         | 9          | 6            | 4            | 2     | 1     |
|             | Jos Luhukay                | 13-06-1963 | 10         | 3          | 0            | 0            | 1     | 0     |
|             | Frank Verbeek              | 18-10-1964 | 29         | 4          | 5            | 0            | 2     | 2     |

Ajax ·
AZ ·
FC Den Bosch '67 ·
Excelsior ·
Feyenoord ·
Fortuna Sittard ·
Go Ahead Eagles ·
FC Groningen ·
FC Den Haag ·
Haarlem ·
PEC Zwolle '82 ·
PSV ·
Roda JC ·
Sparta Rotterdam ·
FC Twente ·
FC Utrecht ·
SC Veendam ·
VVV